# Michelle Bello
Michelle Bello (nombre de nacimiento: Michelle Aisha Bello; Londres, 30 de septiembre de 1982) es una directora de cine y productora anglonigeriana. También es la directora ejecutiva de la empresa de entretenimiento y publicidad Blu Star Entertainment Limited. En una entrevista afirmó que sus áreas de interés para hacer cine son «la familia, las relaciones, el matrimonio y la paternidad». Es la primera mujer nigeriana cuyas películas tuvieron un estreno internacional.

## Primeros años
De ascendencia estadounidense, africana y francesa, Bello nació el 30 de septiembre de 1982. Es hija de Sylva Bello, promotora de artes. De niña deseaba aprender a filmar películas. Pasó su infancia en Nigeria, donde asistió a la Corona Primary School en Lagos, luego se trasladó al Reino Unido y finalmente asistió a la Universidad Americana en Washington D. C., donde estudió Comunicación, al igual que su hermano, y se especializó en Medios Visuales.

## Carrera
Durante un programa de intercambio en Praga, Michelle Bello filmó su primera película, un cortometraje titulado Sheltered. Luego, una vez graduada de la universidad, regresó a Nigeria, para ser productora asistente del programa televisivo Moments with Mo. En 2008 produjo el video musical del sencillo «Greenland» de la cantautora TY Bello; al año siguiente declaró que desde entonces no había hecho otro porque nadie le había traído una propuesta que le gustara.
Su primer largometraje fue Small Boy (2008). Cuenta la historia de un niño de diez años llamado Sunny, que vive en una de las barriadas más extensas de Lagos y se ve obligado a contemplar cómo su padre maltrata a su madre. Cuando intenta defenderla, no tiene éxito y debe huir de su casa. Luego se integra a una pandilla y se introduce en el mundo de la violencia y de la droga. Para hacerla, Bello se inspiró en En busca de la felicidad (2006) y la financió con sus ahorros y ayuda de su familia. La película ganó numerosos reconocimientos, entre los que se cuentan el premio al logro en dirección artística y a mejor interpretación de un actor niño en los Premios de la Academia del Cine Africano de 2009. En 2011, Bello realizó una maestría en Comunicación, con especialización en dirección de películas, en la Universidad Regent (Virginia Beach). Mientras estudiaba allí hizo una pasantía en la agencia de talentos ICM y participó del festival de Cannes de dicho año. También asistió al Festival de Cine de Sundance.
Dos años después, el 14 de febrero de 2013, Bello estrenó una comedia romántica, Flower Girl, que trata sobre una florista llamada Kemi que desea casarse y resulta abandonada el día de su boda, pese a lo cual decide recuperar a su novio. Su mensaje se relaciona con el compromiso en el matrimonio y la desesperación por casarse. Está ambientada en Lagos y fue considerada la «carta de amor» de Bello hacia dicha ciudad. Flower Girl estuvo nominada en los premios AMAA en la categoría de logro en la iluminación; además, fue elegida oficialmente para el Hollywood Black Film Festival de 2013.
En los AMVC Awards de 2014, Bello recibió el Trailblazer Award por sus logros sobresalientes en el 2013. En 2015 declaró estar planeando un cortometraje de cuarenta minutos con temática familiar llamado And the Spirit Slowly Dies.

### Otros proyectos
Durante el Festival de Cine de Abuya de 2007 y como directora ejecutiva de Blu Star Entertainment Limited, Bello organizó un directorio de cineastas nigerianos, The Film Directory, con la intención de facilitar la comunicación entre ellos y otros artistas del mundo a través de un foro.

## Filmografía
- Small Boy (2008)
- Flower Girl (2013)